# Turnitin
 (novembre 2020).
Si vous disposez d'ouvrages ou d'articles de référence ou si vous connaissez des sites web de qualité traitant du thème abordé ici, merci de compléter l'article en donnant les références utiles à sa vérifiabilité et en les liant à la section « Notes et références ».
Turnitin est un service américain fondé en 1998. Celui-ci permet la détection du plagiat en source fermée basé sur Internet. Filiale d'Advance Publications, il est actuellement basé à Oakland en Californie.
L'entreprise Turnitin gère également le site web d'information plagiarism.org et propose un service similaire de détection de plagiat pour les éditeurs de journaux et les éditeurs de livres et de magazines appelé iThenticate (en)[réf. souhaitée]. 
En mars 2019, Advance Publications a acquis la société pour 1,75 milliard de dollars américains.